# Goodwin Island
Goodwin Island – niezamieszkana wyspa w Archipelagu Arktycznym, w regionie Qikiqtaaluk, na terytorium Nunavut, w Kanadzie. Znajduje się u zbiegu Cieśniny Hudsona i Morza Labradorskiego. W pobliżu Goodwin Island położone są wyspy: Lacy Island, MacColl Island, Erhardt Island, Lawson Island, Observation Island, King Island, Leading Island i Holdridge Island.